# Дулдуг
Дулдуг — село в Агульском районе Дагестана. Административный центр муниципального образования «Сельсовет „Дулдугский“».

## Географическое положение
Расположено в 7 км к востоку от районного центра села Тпиг в месте слияния рек Чирагчай и Кошанапу.

## Население
По данным переписи 1886 года, в селе Дулдуг численность населения составляло 371 человек, из них агулы — 330 (88,9 %), лезгины — 41 (11,1 %).
| 1895 | 1926 | 1939 | 1970 | 1989 | 2002 | 2008 |
| ---- | ---- | ---- | ---- | ---- | ---- | ---- |
| 386  | ↘380 | ↘373 | ↗579 | ↘342 | ↗522 | ↗523 |
| 2010 | 2021 |      |      |      |      |      |
| ↗542 | ↘495 |      |      |      |      |      |

## Галерея

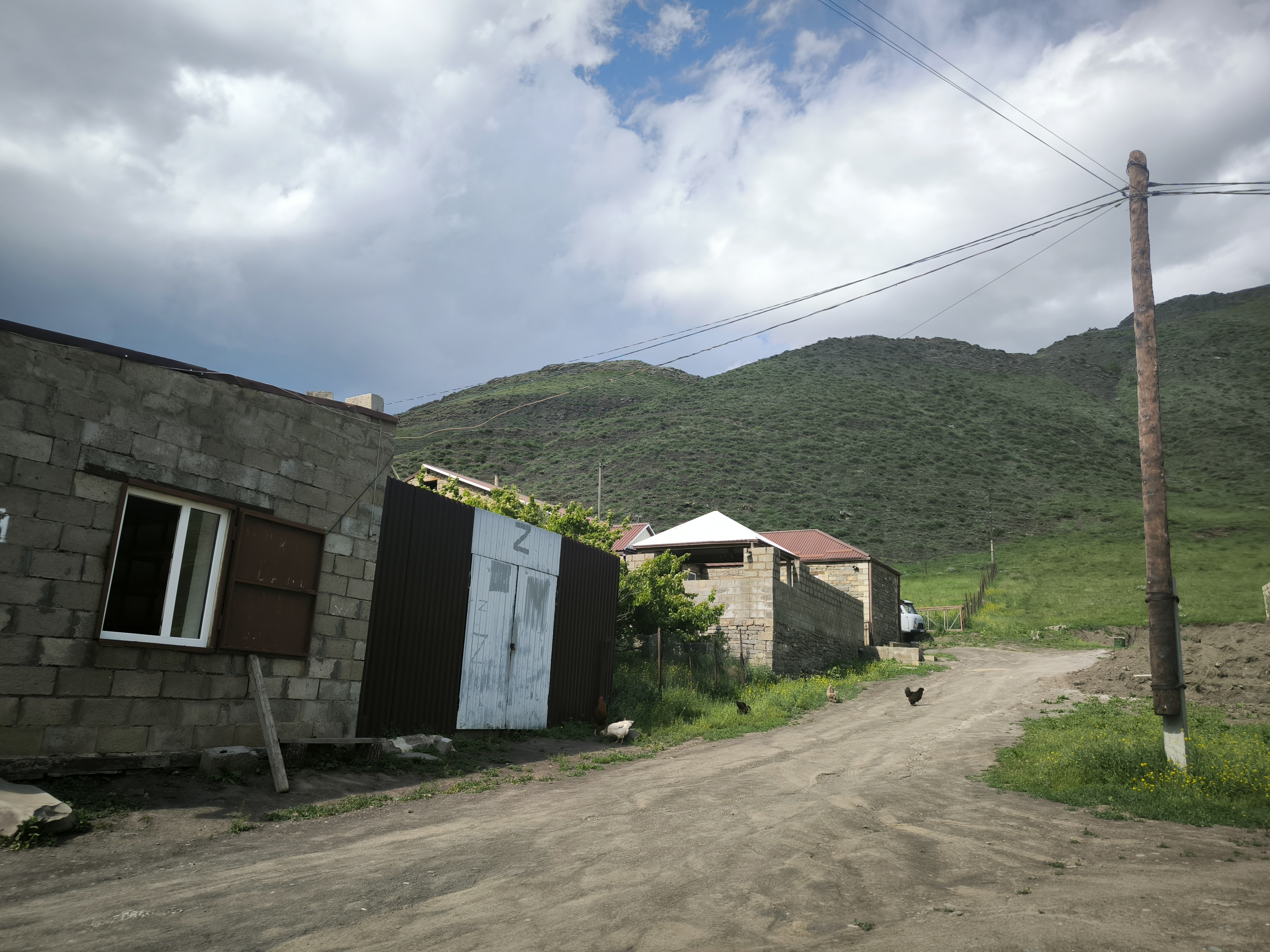
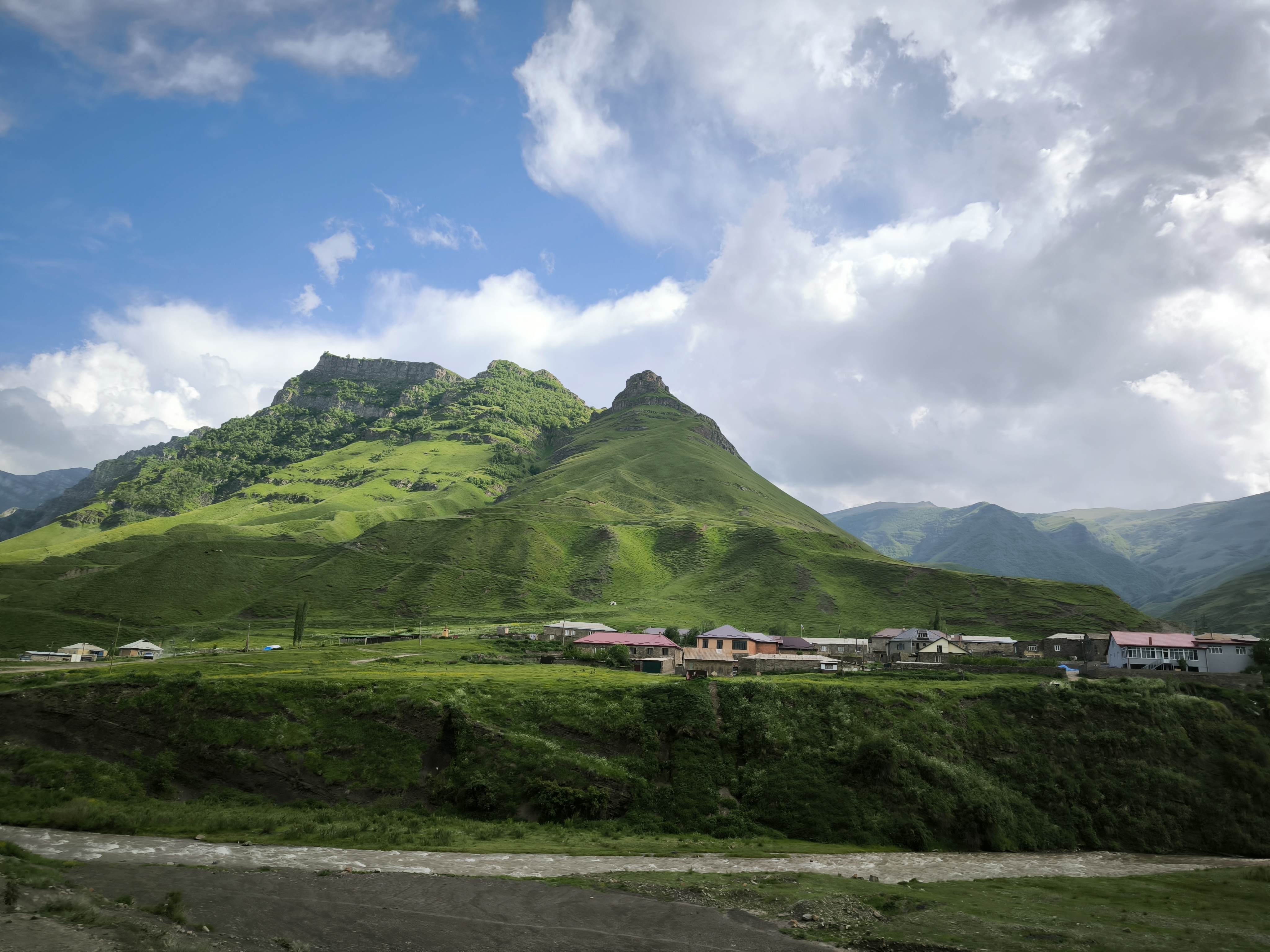